# .aero
‎.aero‏ (نشأت گرفته از aeronautics)، دامنه سطح‌بالای ضمانت شده (sTLD) سامانهٔ نام دامنهٔ اینترنتی اختصاص داده‌شده به خطوط و صنایع هوایی است.